# Ambon (Indonésie)
Pour les articles homonymes, voir Ambon.
Ambon ou  Amboine est une ville d'Indonésie située dans l'île du même nom. C'est la capitale et la plus grande ville de la province des Moluques. Elle a le statut de kota. Elle compte 331 254 habitants au recensement de 2010.
La ville est le siège du Diocèse d'Amboine.

## Histoire

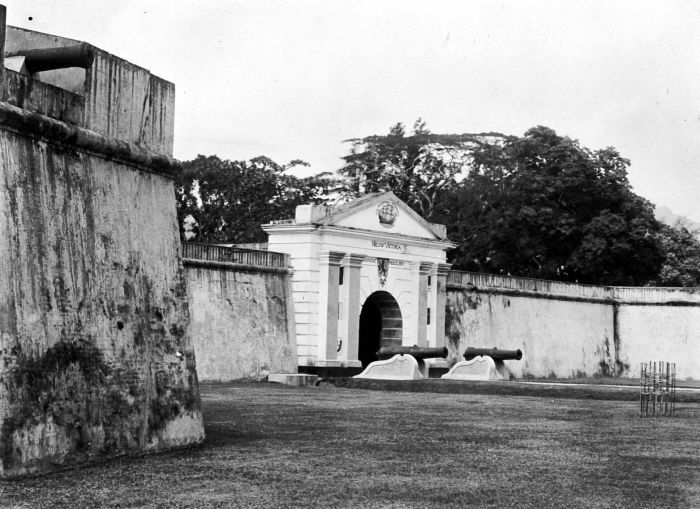
La porte principale du Fort Victoria (1928).
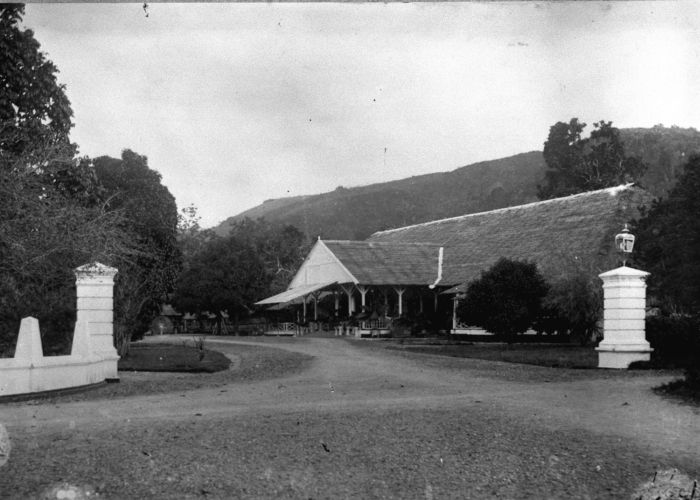
La demeure du resident (1919).

## Administration
La ville est divisée en cinq kecamatans, listés ci-dessous avec leurs populations respectives.
| Nom                             | Population Recensement 2010 |
| ------------------------------- | --------------------------- |
| Nusawiwe                        | 89 866                      |
| Sirimau                         | 140 064                     |
| Teluk Ambon                     | 38 451                      |
| Baguala                         | 53 472                      |
| Leitimur Selatan (Leitimur Sud) | 9 401                       |

## Transports
La ville est desservie par l'Aéroport Pattimura

## Tourisme
- Fort Nieuw Victoria

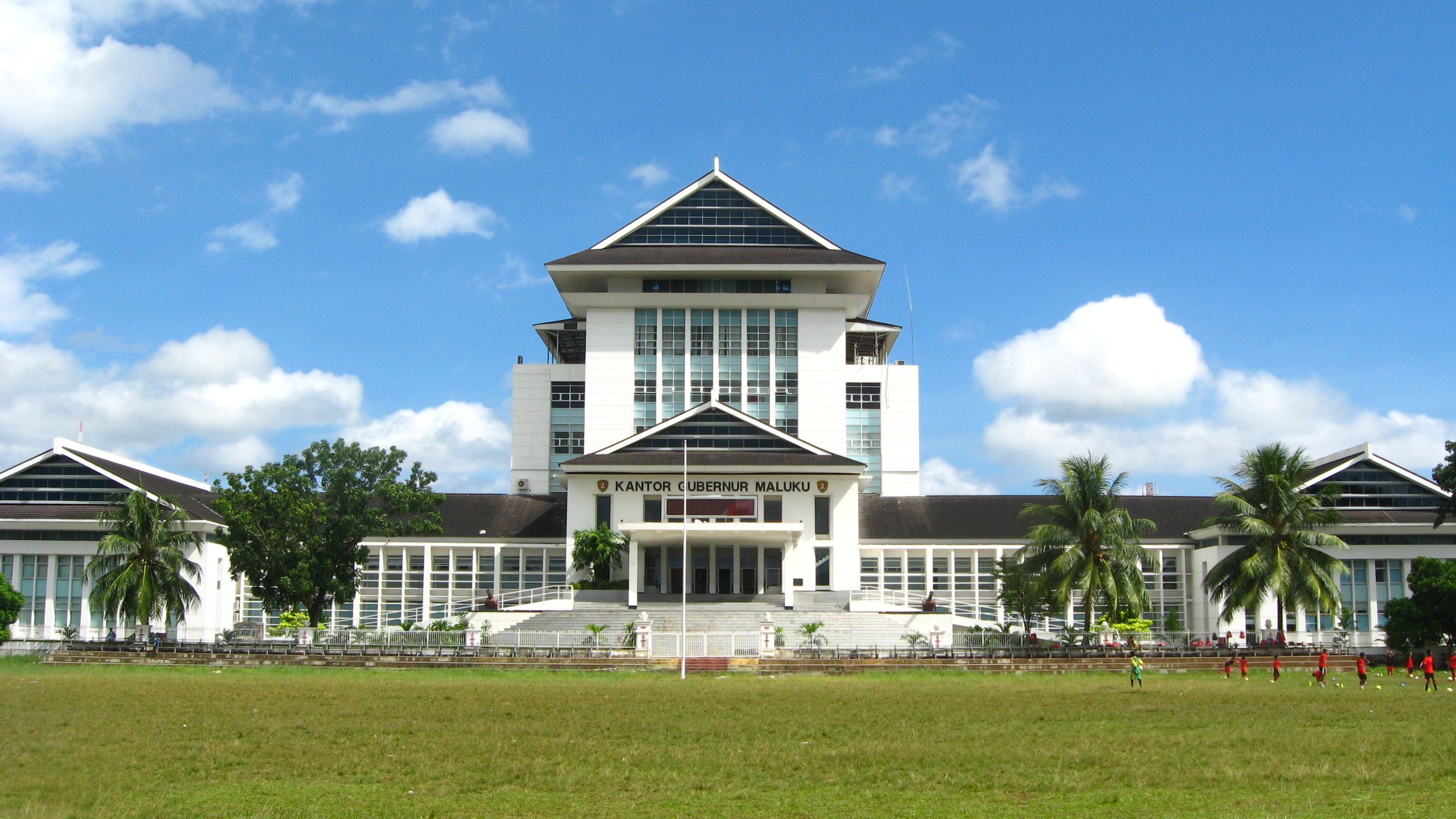
Le bureau du gouverneur à Ambon.

## Liens et références
- Site officiel
- Ressource relative à la musique :   - MusicBrainz
- Notices dans des dictionnaires ou encyclopédies généralistes :   - Den Store Danske Encyklopædi
  - Gran Enciclopèdia Catalana
  - Internetowa encyklopedia PWN
  - Store norske leksikon
- Notices d'autorité :   - IdRef